# Lauren Lopez

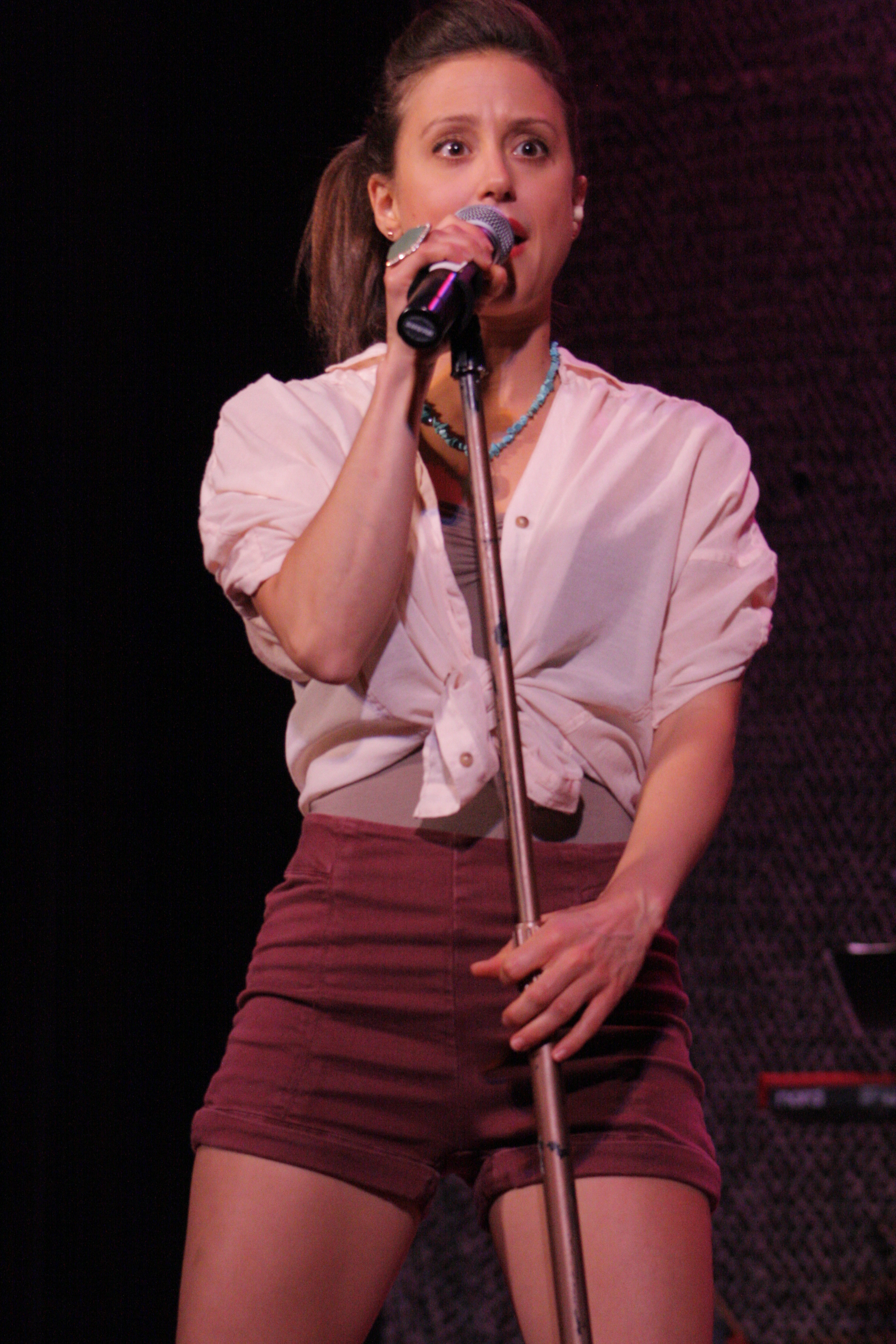
Lauren Lopez, 2012

Lauren Elizabeth Lopez (* 8. März 1986 in Royal Oak, Michigan) ist eine US-amerikanische Schauspielerin und Musicaldarstellerin.

## Leben
Lopez wurde in Royal Oak geboren und graduierte im Jahr 2009 an der University of Michigan. Sie ist seit deren Gründung ein Mitglied von Starkid Productions und spielte beispielsweise neben Darren Criss und Joseph Walker in zahlreichen Musicals und anderen Shows mit. 2007, noch vor der Gründung von Team Starkid, übernahm sie eine Rolle in der Webserie Little White Lie. Auch außerhalb von Starkid, stand sie für Stücke wie Spies Are Forever oder The Last Days of Judas Iscariot auf der Bühne oder spielte in Filmen wie Struck by Lightning an der Seite von Chris Colfer mit. Zusammen mit den anderen Mitgliedern von Team Starkid, nahm sie 2011 und 2012 an der Apocalyptour und an der Space Tour teil. 2013 veröffentlichte sie ihr glutenfreies Kochbuch These Treats Don’t Suck.
Lopez lebt momentan in Los Angeles.

## Trivia
- Lopez ist 1,52 m groß.
- Sie spielte öfters Hosenrollen.

## Theaterproduktionen
- 2009: A Very Potter Musical (Draco Malfoy)
- 2010: A Very Potter Sequel (Draco Malfoy)
- 2011: Starship (Taz, Buggette Buggington)
- 2012: Holy Musical, B@man! (Commissioner Gordon, Calendar Man, Green Arrow)
- 2012: A Very Potter Senior Year (Draco Malfoy)
- 2013: The Last Days of Judas Iscariot (Saint Monica, Mutter Teresa)
- 2013: Twisted-The Untold Story of a Royal Vizier (Abu, Maleficent)
- 2013: Airport for Birds (verschiedene)
- 2013: 1Night2Last3Ever (verschiedene)
- 2014: The Trail to Oregon! (Sohn)
- 2016: Spies Are Forever (Cynthia Houston, Mrs. Mega)
- 2016: Firebringer (Zazzalil)
- 2017: The Solve It Squad Returns (Esther)
- 2017: The Tempest
- 2018: The Guy Who Didn't Like Musicals (Emma)
- 2019: Black Friday (Linda Monroe, Emma)
- 2023: Nerdy Prudes Must Die (Ruth Fleming)

## Filmografie
- 2006: The Spiral Project
- 2009: Clowns on Earth (Kurzfilm)
- 2009: Treasures of the Past
- 2009: Passenger Seat
- 2009: Little White Lie
- 2010: Worthy (Kurzfilm)
- 2012: World's Worst Musical
- 2012: Struck by Lightning
- 2014: The Princess Burn Book (Kurzfilm)
- 2015: Muzzled the Musical
- 2016: Inside the Extras Studio
- 2016: Edgar Allan Poe's Murder Mystery Dinner Party
- 2017: Idle Worship (Kurzfilm)
- 2020: Wayward Guide